# Justicia ankazobensis
Justicia ankazobensis är en akantusväxtart som beskrevs av Raymond Benoist. Justicia ankazobensis ingår i släktet Justicia och familjen akantusväxter. Inga underarter finns listade i Catalogue of Life.